# Justin Upton
Justin Irvin Upton, född den 25 augusti 1987 i Norfolk i Virginia, är en amerikansk professionell basebollspelare som är free agent. Upton är leftfielder, men har även spelat som rightfielder.
Upton har tidigare spelat i Major League Baseball (MLB) för Arizona Diamondbacks (2007–2012), Atlanta Braves (2013–2014), San Diego Padres (2015), Detroit Tigers (2016–2017), Los Angeles Angels (2017–2021) och Seattle Mariners (2022). Han har tagits ut till MLB:s all star-match fyra gånger och har vunnit tre Silver Slugger Awards.
Upton ansågs under sin storhetstid vara en mycket talangfull spelare som var duktig på det mesta – han kunde nå högt slaggenomsnitt och hög on-base %, han kunde slå många homeruns, han kunde stjäla baser och han var duktig defensivt med en bra kastarm.
Upton är bror till Melvin Upton Jr, som också spelat i MLB.

## Karriär

### Major League Baseball

#### Arizona Diamondbacks

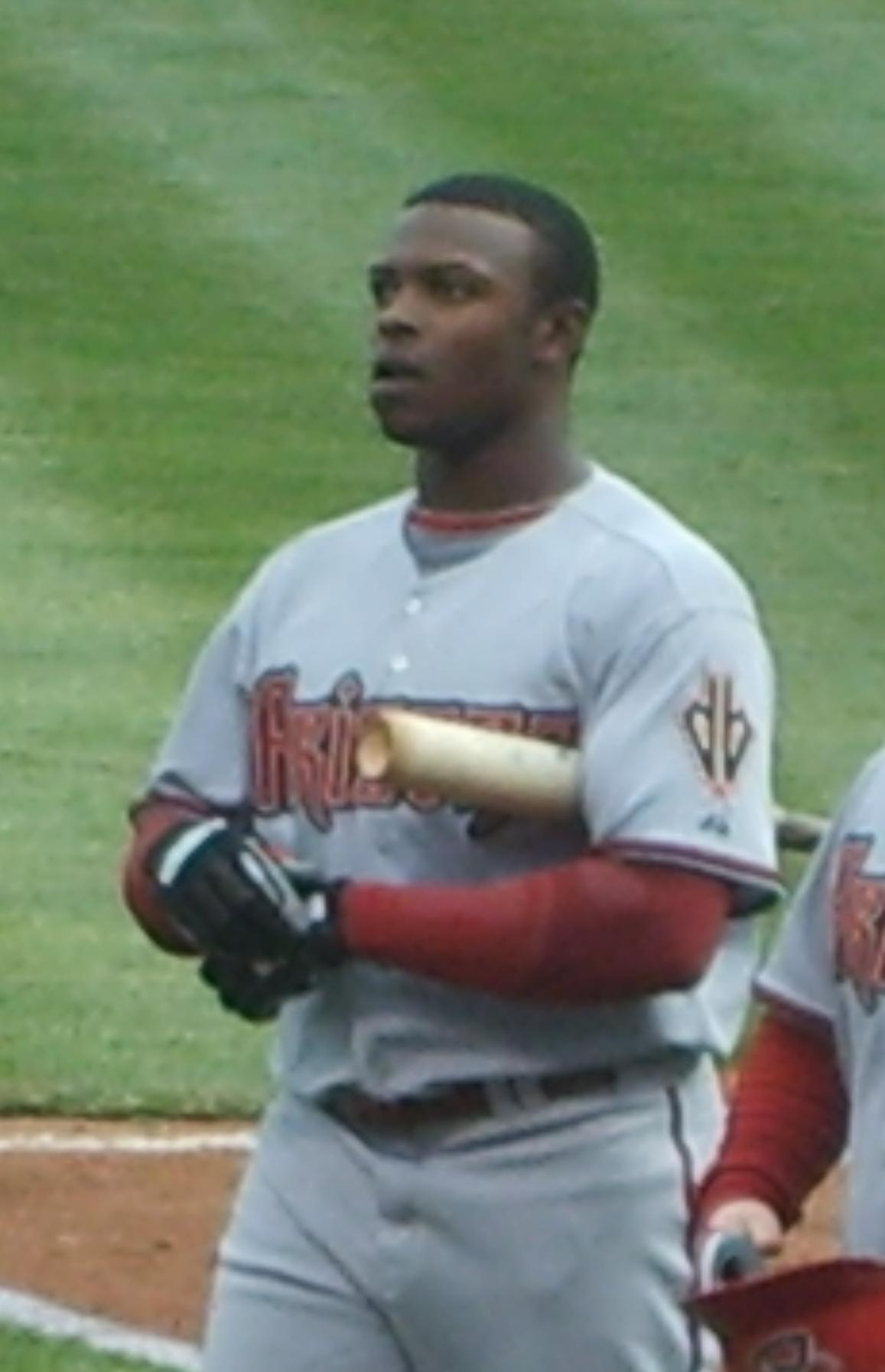
Upton i Arizona Diamondbacks dräkt 2008.

Upton draftades av Arizona Diamondbacks 2005 direkt från high school som första spelare totalt och året efter gjorde han proffsdebut i Diamondbacks farmarklubbssystem. Efter bara en och en halv säsong i farmarligorna debuterade Upton i MLB den 2 augusti 2007. Han var den yngsta spelaren i National League (NL) den säsongen. Redan under debutsäsongen fick han spela i slutspelet, men Arizona föll i National League Championship Series (NLCS) mot Colorado Rockies med 0–4 i matcher. Två år senare togs han ut till MLB:s all star-match för första gången.
Upton hade en mycket bra säsong 2011, då han togs ut till sin andra all star-match. Han var den säsongen tvåa i NL i doubles (39), trea i poäng (105) och extra-base hits (75), femma i total bases (313), nia i homeruns (31) samt tia i slugging % (0,529). Han hade flest hit by pitch i NL (19). I slutspelet åkte Arizona ut i National League Division Series (NLDS) mot Milwaukee Brewers med 2–3 i matcher. Vid årets slut kom han fyra i omröstningen till NL:s MVP Award och vann sin första Silver Slugger Award.
2012 kom Upton tvåa i NL i poäng (107). Den 3 augusti 2012 slog otroligt nog båda bröderna Upton sin 100:e homerun i MLB:s grundserie samma dag. De blev det sjätte brödraparet i MLB:s historia att nå 100 homeruns vardera.

#### Atlanta Braves

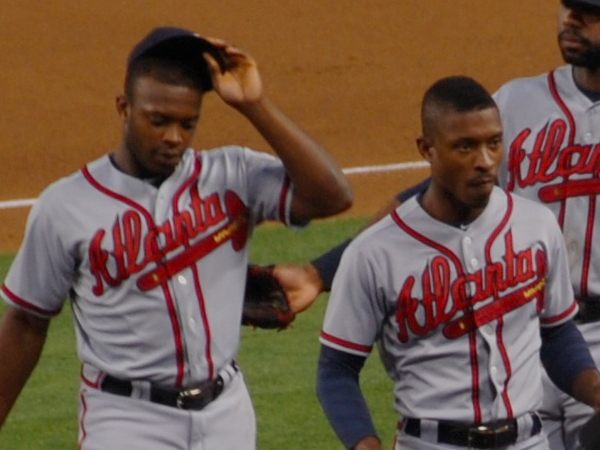
Bröderna Justin (till vänster) och B.J. (även kallad Melvin) i Atlanta Braves dräkt 2013.

I januari 2013 byttes Upton och Chris Johnson bort till Atlanta Braves i utbyte mot Martín Prado, Randall Delgado, Nick Ahmed, Zeke Spruill och Brandon Drury. Ett par månader tidigare hade brodern B.J. (även kallad Melvin) skrivit på ett femårskontrakt med Braves. Det hade hänt knappt 100 gånger förut i MLB:s historia att bröder spelat tillsammans och bröderna själva var mycket glada över att få chansen att göra det.
Den 23 april 2013 slog Upton en homerun direkt efter en homerun av brodern B.J. Det var blott den andra gången i MLB:s historia som två bröder slagit homeruns i direkt följd efter varandra. Den enda andra gången var det National Baseball Hall of Fame-medlemmarna Lloyd och Paul Waner 1938. Sett över hela grundserien 2013 hade Upton ett slaggenomsnitt på 0,263, 27 homeruns och 70 RBI:s (inslagna poäng). Antalet homeruns var fjärde flest i NL och han var sjunde bäst med 94 poäng och 75 walks. I slutspelet förlorade Braves mot Los Angeles Dodgers i NLDS med 1–3 i matcher och Upton hade bara två hits på 14 at bats.
Upton spelade hjälterollen i en match den 11 april 2014, då han först slog en homerun i botten av åttonde inningen som kvitterade motståndarna Washington Nationals ledning till 6–6 och sedan slog en "walk-off" single i botten av tionde inningen som gjorde att Braves vann med 7–6. Samma vecka utsågs han till veckans spelare i NL efter att ha varit bäst i MLB i slaggenomsnitt (0,591), on-base % (0,654), slugging % (1,227) och total bases (27). Hans fyra homeruns under veckan var delat flest i MLB och hans åtta poäng och åtta RBI:s var delat flest och delat tredje flest i NL. Den 24 juni slog båda bröderna Upton varsin homerun i samma match för fjärde gången sedan de började spela för samma klubb, vilket var ett tangerat MLB-rekord. Mindre än två månader senare kopierade de bedriften och blev därmed ensamma rekordinnehavare. Bara några dagar senare nådde Upton milstolparna 1 000 hits och 500 RBI:s på samma gång genom en och samma homerun. Totalt under säsongen spelade Upton 154 matcher med ett slaggenomsnitt på 0,270, 29 homeruns och 102 RBI:s. Det var första gången som han nådde 100 RBI:s. Han var tredje bäst i NL i RBI:s, fjärde bäst i homeruns, sjunde bäst i extra-base hits (65) och total bases (278) samt åttonde bäst i slugging % (0,491). Han belönades efter säsongen med sin andra Silver Slugger Award. Strax därefter bytte Braves bort honom till San Diego Padres tillsammans med Aaron Northcraft i utbyte mot Max Fried, Jace Peterson, Dustin Peterson och Mallex Smith. Just före säsongspremiären 2015 bytte Braves även bort brodern Melvin till Padres.

#### San Diego Padres

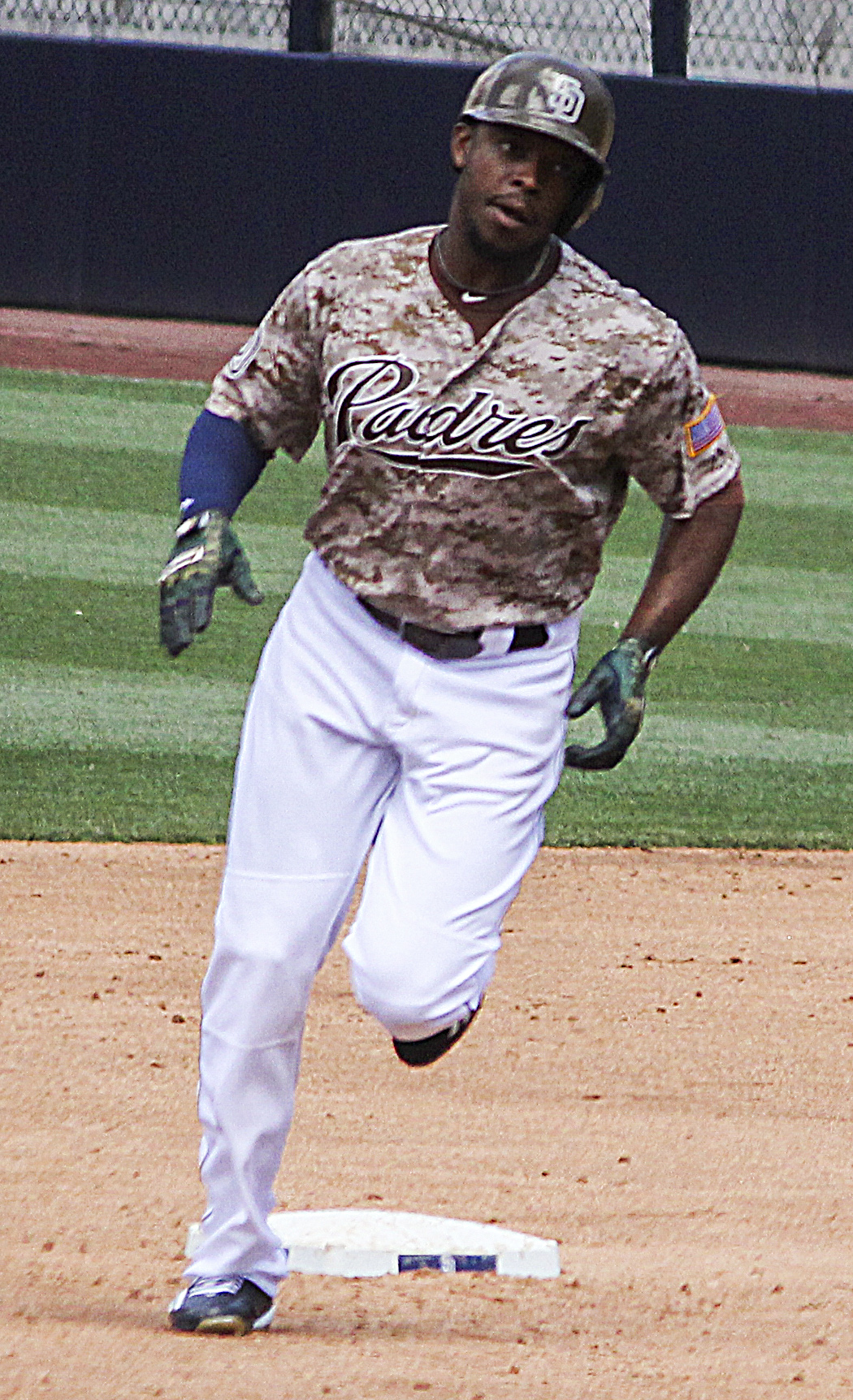
Upton i San Diego Padres dräkt 2015.

Under Uptons första säsong för Padres togs han ut till all star-matchen i juli för första gången sedan 2011. Han hade under säsongen ett slaggenomsnitt på 0,251, 26 homeruns och 81 RBI:s. Efter säsongen blev han free agent, men fick ett så kallat qualifying offer för 2016 av Padres värt 15,8 miljoner dollar, ett erbjudande han dock tackade nej till.

#### Detroit Tigers
I januari 2016 skrev Upton på ett sexårskontrakt som rapporterades vara värt 132,75 miljoner dollar med Detroit Tigers. Den 18 juli slog han sin 200:e homerun i grundserien under MLB-karriären. Han hade under säsongen ett slaggenomsnitt på 0,246, 31 homeruns (tangerat personligt rekord) och 87 RBI:s.
Upton togs 2017 ut till sin fjärde all star-match, men i slutet av augusti byttes han bort till Los Angeles Angels i utbyte mot Grayson Long och en spelare som skulle bestämmas senare (Elvin Rodriguez).

#### Los Angeles Angels
Upton avslutade 2017 års säsong för Angels och sett över hela säsongen var hans slaggenomsnitt 0,273. Han satte personliga rekord i kategorierna homeruns (35), RBI:s (109), doubles (44), slugging % (0,540) och on-base plus slugging (OPS) (0,901). Han var fjärde bäst i American League (AL) i RBI:s, doubles och extra-base hits, sjunde bäst i poäng (100), åttonde bäst i slugging %, nionde bäst i homeruns och OPS samt tionde bäst i total bases (301). Efter säsongen omarbetade han och Angels hans kontrakt till att gälla de nästföljande fem säsongerna, till och med 2022, för 106 miljoner dollar. Han erhöll även sin tredje Silver Slugger Award.
I augusti 2018 skadade Upton sig när han på sin lediga tid skar sig i ett finger på ett trasigt vinglas. Han hade under säsongen ett slaggenomsnitt på 0,257, 30 homeruns och 85 RBI:s. Året efter skadade han en tå i en försäsongsmatch och missade flera månaders spel. Han gjorde comeback i mitten av juni, men tvingades sedan avbryta säsongen med ett par veckor kvar av den på grund av en knäskada. Han spelade bara 63 matcher under säsongen, med ett slaggenomsnitt på 0,215, tolv homeruns och 40 RBI:s.
MLB:s grundserie förkortades från 162 till bara 60 matcher 2020 på grund av covid-19-pandemin och Upton spelade 42 av dessa. Den 29 juli nådde han milstolpen 300 homeruns i grundserien. Sett över 2020 års säsong hade han ett slaggenomsnitt på 0,204, nio homeruns och 22 RBI:s. Nästföljande säsong var han ryggskadad från slutet av juni till slutet av juli. Den 28 augusti nådde han milstolpen 1 000 RBI:s, men bara några dagar senare placerades han på skadelistan igen på grund av en skada i ländryggen. Han spelade inget mer den säsongen och slutade på ett slaggenomsnitt på 0,211, 17 homeruns och 41 RBI:s på 89 matcher.
I samband med säsongsstarten 2022 ansåg Angels ledning att det fanns bättre unga spelare att tillgå än Upton och han togs bort från spelartruppen (designated for assignment). Eftersom klubben inte efter det trejdade honom och eftersom ingen annan klubb var villig att överta hans kontrakt blev han villkorslöst släppt av Angels, trots att klubben var skyldig att betala hans lön på 28 miljoner dollar för 2022 års säsong. Upton blev därmed free agent och kunde skriva på för vilken klubb han ville.

#### Seattle Mariners
Drygt en månad senare, i slutet av maj 2022, skrev Upton på ett ettårskontrakt med Seattle Mariners. Efter några matcher för en farmarklubb debuterade han för Mariners i mitten av juni. Han presterade dock inte som klubben hoppats under den därpå följande månaden (ett slaggenomsnitt på 0,125, en homerun och tre RBI:s på 17 matcher), och när klubben ville skicka ned honom till en farmarklubb utnyttjade han sin rätt att vägra och blev i stället free agent igen. Han spelade inte mer under den säsongen.